# 陳貞元
陳貞元（？—1869年），原名陳再添:19，臺灣彰化縣武東堡沙仔崙（今田中鎮沙崙里，俗稱舊街）人，生員、教育家、軍事人物。

## 生平
陳貞元為廩生出身:253:820，父陳注定:19。咸豐六年（1856年）應林圮埔（今南投縣竹山鎮）陳慕周家族聘請擔任教師:20:253，後加入當地社學「郁郁社」，嗣又成立「謙謙社」，任社長:253。咸豐十一年（1861年）和在郁郁社教書的陳希亮及當地仕紳在林圮埔福德廟前捐建聖蹟亭（該亭現位於社寮武德宮前:22）:252。
同治元年（1862年）戴潮春事件爆發，陳貞元在同治二年（1863年）四月十八日與陳肇興、邱位南、許厝寮（今彰化縣社頭鄉埤斗村、清水村、山湖村、朝興村一帶）陳耀（山）及生員廖秉均、南投堡（今南投縣南投市、中寮鄉、名間鄉一帶）陳雲龍與吳聯輝、牛牯嶺（今名間鄉）陳捷三及陳捷元兄弟、北投堡（今草屯鎮）簡榮卿及林錫爵等六堡村落豎立義旗響應官軍行動，後在戰事中不敵戴軍，宅邸遭燒毀，同年六月再度率鄉兵出戰:22。事件後在水沙堂（林圯埔文昌祠）講學:252。同治八年（1869年）過世:20。

## 家庭
妻周鑾，育有陳允安、陳允忠（陳紹年）、陳允廉、陳允藝四子:23。